# Rodolfo Barrio Saavedra
Rodolfo Barrio Saavedra (Argentina; 4 de noviembre de 1959) es un antiguo militar argentino, que sirvió en el Ejército de Tierra Croata durante la Guerra de Croacia, alcanzando el rango de brigadier general.

## Biografía
Como oficial argentino, participó en la recuperación del regimiento de la Tablada y el  levantamiento carapintada de 1990. Cuando ocurrió el ataque a la Tablada estaba estudiando inglés en el gabinete de idiomas del Estado Mayor General del Ejército (EMGE) del edificio "Libertador" porque lo habían designado para realizar el Curso Avanzado de Infantería en EEUU. Se había ganado ese viaje por haber salido primero en un curso similar en el país. Avisó a sus jefes, se vistió con el uniforme de combate, se armó con un fusil y varias granadas y con un oficial se fue en auto a La Tablada. Combatió en la recuperación de la Guardia y luego con la Compañía de Comandos 601. Tras unas diez horas de combate en la conquista de edificios fue herido de un disparo en el estómago( " los soldados miran al cielo. Relatos de combates" TTE CNL(R) RODOLFO RITCHER) . Fue rescatado en un VCTP y luego transportado en un helicóptero al Hospital Militar Central. Lo operaron cinco veces en un lapso de tres meses y luego tuvo cuatro meses más de rehabilitación. Se fugó del país en febrero de 1991, viajando a Brasil, Paraguay, Uruguay y finalmente a Croacia, junto a un contingente de 400 voluntarios.Consultado acerca del por qué de su voluntariado en Croacia, alegó que consideraba que Inglaterra, «enemigo común de la Argentina», estaba atrás de los intereses que atacaban a la independencia croata.
Llegado a Croacia, se unió a la 4.ª Brigada de la Guardia y tiempo después al Consejo Croata de Defensa. Más tarde, trabajaría junto al 1.ª hrvatski gardijski zdrug (1.ª Asociación de Guardias Croatas). Participó en la defensa de Livno, junto al 1.ᵉʳ batallón de choque croata Vukovi, acción que le fue reconocido en 2021, siendo declarado ciudadano honorario de esa ciudad.
Saavedra considera al exgeneral del Ejército de Croacia, condenado por crímenes contra la humanidad, Ante Gotovina, quién fue su compañero en la guerra, como inocente y cree que juzgarlo es tratar de manipular la historia.
Tras la guerra, trabajó en Irak, como consultor de seguridad bajo contrato de Estados Unidos. A partir de 2008 trabajó como asesor de Zagreb en emergencias y catástrofes.

## Distinciones y condecoraciones
- : Orden de Nikola Šubić Zrinski (26 de mayo de 1995).
- : Certificado de gratitud de la patria (28 de mayo de 1997)
- : Ciudadano honorario de Livno (2021)